# Ramblin' man (Pennington)
Ramblin' man is een single van Ray Pennington uit 1967. Hij schreef het nummer zelf en de single werd geproduceerd door Marvin Hughes. Pennington had er een bescheiden hit mee in de Hot Country Songs.
Er werden verschillende covers uitgebracht, waaronder door Waylon Jennings die er een internationale hit mee had. Jack Jersey bracht ook een cover uit. Deze bereikte de hitlijsten echter niet.
Het thema van het lied is een waarschuwing van de zanger om op te passen voor zwervers (ramblers).
Hitlijst
| Chart (1967)      | Piek |
| ----------------- | ---- |
| Hot Country Songs | 29   |

## Waylon Jennings
Waylon Jennings bracht het nummer in 1974 uit op een single, waarbij hij de titel wijzigde in I'am a ramblin' man. Op de B-kant kwam het nummer Got a lot going for me terecht. De single bereikte nummer 1 in de Hot Country Songs (de tweede van Jennings) en kwam ook in de Billboard Hot 100 terecht. Ook bereikte het hitlijsten in Canada en Australië.
Hitlijst
| Hitlijst (1974)              | Piek |
| ---------------------------- | ---- |
| Hot Country Songs            | 1    |
| Billboard Hot 100            | 75   |
| Canadian RPM Country Tracks  | 2    |
| Canadian RPM Top Singles     | 81   |
| Australian Kent Music Report | 75   |

## Jack Jersey
Jack de Nijs bracht het nummer onder zijn artiestennaam Jack Jersey uit met de titel Ramblin' man. Op de B-kant staat het nummer Never ending lonely nights en beide nummers staan ook op de elpee Accept my love die hij hetzelfde jaar uitbracht.
Voor deze componist, producer en zanger, die veel hits voor zichzelf en anderen op zijn naam heeft staan, is dit een van zijn uitzonderlijke covers. Hij bracht het uit in een minder succesvolle periode van zijn loopbaan. Ook deze single werd geen hit: het was de derde uit bij elkaar vijf singles zonder hit op rij.